# ووکیتش (شهرستان بیشچاد)
ووکیتش (به لاتین: Łokieć) یک روستا در لهستان است که در گمینا لوتوویسکا واقع شده‌است. ووکیتش ۰ نفر جمعیت دارد.